# Palgaskäidi
Palgaskäidi är en kulle i Finland. Den ligger i Utsjoki kommun och landskapet Lappland, i den norra delen av landet, 1 000 km norr om huvudstaden Helsingfors. Toppen på Palgaskäidi är 337 meter över havet.
Terrängen runt Palgaskäidi är platt österut, men västerut är den kuperad. Terrängen runt Palgaskäidi sluttar västerut.  Trakten runt Palgaskäidi är nära nog obefolkad, med mindre än två invånare per kvadratkilometer. Närmaste större samhälle är Karigasniemi, 14,8 km norr om Palgaskäidi. Omgivningarna runt Palgaskäidi är i huvudsak ett öppet busklandskap.